# Луцій Корнелій Цинна (претор)
Луцій Корнелій Цинна (лат. Lucius Cornelius Cinna, 95 до н. е. — після 44 до н. е.) — політичний і державний діяч Римської республіки, претор 44 року до н. е.

## Життєпис
Походив з патрциіанського роду Корнеліїв. Син Луція Корнелія Цинни, консула 87, 85 і 84 років до н. е.
Після перемоги Луція Корнелія Сулли у 82 році до н. е. був позбавлений права обіймати політичні посади. У 78—77 роках до н. е. приєднався до повстання Марка Лепіда, а після його поразки втік до Іспанії до Серторія.
У 70 році до н. е. отримав право повернутися до Риму завдяки прийняттю закону Плотія за підтримки Гая Цезаря, чоловіка сестри Цинни. У 49 році до н. е. Цезар відновив права синів проскрибованих, і в 44 році до н. е. Цинна став претором. Він домігся від Цезаря повернення до Риму народних трибунів Цезетія і Марулла, раніше позбавлених посади і відправлених у вигнання. 15 березня 44 року до н. е. після вбивства Цезаря на рострах виголосив промову на підтримку змовників і зняв преторські інсигнії як дар тирана, що викликало народне обурення та змусило змовників замкнутися на Капітолії. 17 березня на засіданні сенату знову з'явився в одязі претора і на вулиці зазнав нападу прихильників Цезаря, врятувавшися завдяки втручанню Лепіда. На похоронах Цезаря розлючений народ помилково вбив народного трибуна Цинну, прийнявши його за претора. 28 листопада на засіданні сенату відмовився брати участь у розподілі провінцій на знак протесту проти політики Марка Антонія. Подальша доля невідома.

## Родина
- Луцій Корнелій Цинна, консул-суфект 32 року до н. е.